# Nambuga
Nambuga är ett vattendrag i Burundi.   Det ligger i provinsen Kayanza, i den nordvästra delen av landet, 60 km norr om huvudstaden Bujumbura.
Omgivningarna runt Nambuga är en mosaik av jordbruksmark och naturlig växtlighet. Runt Nambuga är det tätbefolkat, med 343 invånare per kvadratkilometer.